# Giovanni Antonio Scopoli

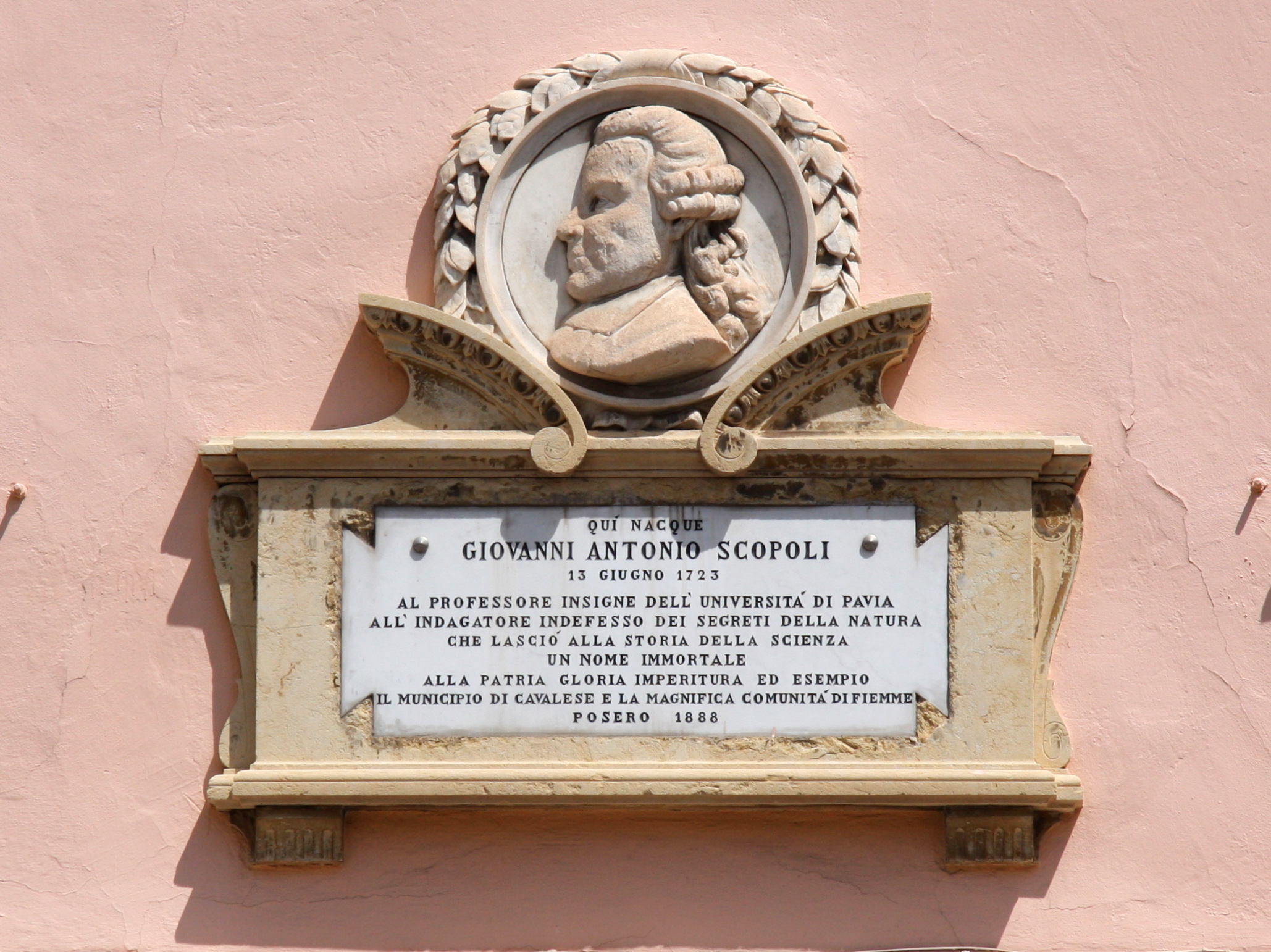
Tablica pamiątkowa na budynku w Cavalese, w którym urodził się Scopoli

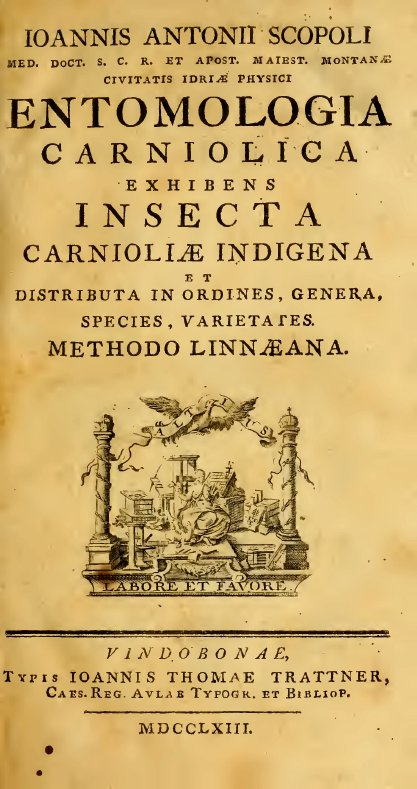
Strona tytułowa pierwszego wydania Entomologia Carniolica (1763)

Giovanni Antonio Scopoli, Johannes Antonius Scopoli (ur. 3 lub 13 czerwca 1723 w Cavalese, zm. 8 maja 1788 w Pawii) – włoski lekarz i naturalista, autor prac z zakresu chemii, mineralogii, botaniki, entomologii i ornitologii.

## Życiorys
Był synem włoskiego adwokata, urodzonym w Val di Fiemme w Tyrolu, należącym wówczas już od kilku wieków do Austrii, wychowanym w kulturze włoskiej lecz związanym przez całe życie z koroną Habsburgów. Do szkół średnich uczęszczał w Trydencie i Hall in Tirol. Po studiach medycznych w Innsbrucku, które ukończył w 1743 r., prowadził praktyki lekarskie w Cavalese w Trydencie i w Wenecji. W 1749 r. poślubił Albinę de’Miorini, córkę Carlo Antonio, notabla z Cavalese. Następnie przez dwa lata przebywał w Styrii – w Grazu i Seckau, jako sekretarz Leopolda Ernesta Firmiana (1708–1783), księcia biskupa Pasawy. Na uniwersytecie wiedeńskim uzyskał dyplom medycyny uniwersalnej, który pozwalał mu prowadzić praktykę lekarską we wszystkich ziemiach cesarstwa Habsburgów. W końcu osiadł w miasteczku Idrija w Krainie (dziś w Słowenii) jako lekarz i specjalista z zakresu chemii w przedsiębiorstwie górniczym wydobywającym tam rtęć. Spędził tam 16 lat, podczas których m.in. stracił w pożarze swego domu żonę i córkę. W 1758 r. zamieszkał w Ljublianie u boku Cateriny de Franchenfeldt.
W 1767 r. Scopoli został zaangażowany do nowo powstałej Akademii Górniczej w Bańskiej Szczawnicy jako wykładowca chemii i metalurgii. Zajmował to stanowisko do 1776 r., poświęcając m.in. wiele czasu obserwacjom oddziaływania różnych związków chemicznych (w tym rtęci) na organizm człowieka. Położył w ten sposób podwaliny po zupełnie nową dziedzinę jaką jest toksykologia przemysłowa.
Ze względów patriotycznych Scopoli odmówił objęcia zaproponowanej mu katedry mineralogii w Akademii Nauk w Petersburgu. Ostatecznie w 1777 r. objął katedrę historii naturalnej Uniwersytetu w ówcześnie austriackiej Pawii. Stanowisko to piastował do swej śmierci, prowadząc wykłady z chemii i botaniki. Jego praca na uczelni pełna była konfliktów i zatargów z wykładającym tam również Lazzaro Spallanzanim (1729–1799). Ich podłoże tkwiło m.in. w podejściu do systematyki wprowadzonej przez Linneusza (której zwolennikiem był Scopoli, a przeciwnikiem Spallanzani). Po utracie drugiej żony ożenił się po raz trzeci z Karoliną de Feyenau, pochodzącą z poważanej węgierskiej rodziny szlacheckiej.

## Działalność naukowa
Już w latach młodości w wolnych chwilach Scopoli poświęcał wiele czasu na studiowanie flory i fauny Tyrolu. Zgromadził wielki zielnik roślin i bogatą kolekcję owadów z tego terenu. Był pierwszym naukowcem, który obserwował żywego odmieńca jaskiniowego. Martwe osobniki odmieńca, które wraz z rysunkami rozesłał do badaczy i kolekcjonerów w Europie, stały się podstawą do pierwszych opisów i klasyfikacji tego gatunku płaza. Podczas pobytu w Idriji był w ciągłym konflikcie z dyrekcją kopalni, która zarzucała mu zbytnie zaangażowanie się w badanie roślin i owadów Krainy kosztem pracy w przedsiębiorstwie.
W 1760 r. opublikował pracę poświęconą florze Krainy (Flora carniolica) a w 1763 drugą, dotyczącą owadów (Entomologia carniolica). W 1761 r. w pracy pt. De Hydroargyro Idriensi Tentamina (...) opisał przypadki zatrucia rtęcią i towarzyszące im objawy kliniczne (w oparciu o własne obserwacje z kopalni w Idriji). W latach 1768–1772 wydał pięciotomowe Anni Historico-Naturales, zawierające m.in. bogatą część ornitologiczną. Opisał w niej szereg nowych gatunków zgromadzonych w swym gabinecie osobliwości, a także w zbiorach muzealnych hrabiego Francesco Annibale Della Torne i w zwierzyńcu cesarskim.
W 1772 r. opublikował w Wiedniu nowe, teraz ilustrowane wydanie swego dzieła poświęconego florze Krainy (Flora Carniolica exhibens plantas Carnioliae indigenas et distributas in classes, genera, species, varietates, ordine Linnaeano), w którym zastosował za Linneuszem binominalne nazewnictwo gatunków. Opisał w nim 1251 gatunków roślin kwiatowych oraz około 400 roślin zarodnikowych.
Korespondował z rosyjskim przyrodnikiem M. Łomonosowem. Przez wiele lat prowadził także ożywioną korespondencję z Karolem Linneuszem (chociaż nigdy nie spotkał się z nim osobiście). Przesyłał mu regularnie wszystkie wyniki swych obserwacji i badań. Linneusz uwiecznił pamięć Scopolego (nazwanego później „Linneuszem Cesarstwa Austriackiego”), nadając opisanej po raz pierwszy lulecznicy kraińskiej nazwę Hyoscyamus scopolia. Wkrótce potem inny botanik, Nikolaus Joseph von Jacquin, który poznał Scopolego w Bańskiej Szczawnicy, sklasyfikował tę roślinę do nowego rodzaju Scopolia.

## Dzieła
- De affectibus animi dissertatio physico-medica. Trient 1753;
- Flora Carniolica. Edler von Trattner, Wien 1760; 2. wyd. Wien 1772;
- Entomologica carniolica. Edler von Trattner, Wien 1763;
- Annus I-V historico-naturalis. Hilscher, Leipzig 1768–72;
- Einleitung zur Kenntniß und Gebrauch der Fossilien. Riga 1769;
- Bemerkungen aus der Naturgeschichte. Leipzig 1770;
- Abhandlung vom Kohlenbrennen. Wien 1771;
- De Hydrargyro Idriensi tentamina physico-chymico-medica. Jena, Leipzig 1771;
- Preis-Schrift über die Frage von den Ursachen des Mangels an Dünger in Görtz und Gradiska. Wien 1771;
- Dissertationes ad scientiam naturalem pertinentes. Gerle, Prag 1772;
- Principia mineralogiæ systematicæ et practicæ succincte exhibentia structuram telluris. Gerle, Prag 1772;
- Crystallographia Hungarica. Gerle, Prag 1776;
- Fundamenta chemicae praelectionibus publicis accomodata. Gerle, Prag 1777;
- Introductio ad historiam naturalem. Gerle, Prag 1777;
- Principi di mineralogia. Venedig 1778;
- Fundamenta botanica. Wappler, Pavia, Wien 1783–86;
- Anfangsgründe der Metallurgie. Moeßle, Schwan & Götz, Wien, Mannheim 1786-89;
- Deliciae Flora et Fauna Insubricae. Salvatoris, Pavia 1786–88;
- Elementi di chimica e di farmacia. Pavia 1786;
- Physikalisch-chemische Abhandlung vom Idrianischen Quecksilber und Vitriol. Lindauer, München 1786;
- Abhandlung von den Bienen und ihrer Pflege. Wien 1787.